# 宇井伯壽
宇井伯壽（日语：〔〕／ Ui Hakuju，1882年6月1日—1963年7月14日），生於日本愛知縣寶飯郡御津町（現豐川市），日本曹洞宗僧侶。為印度哲學研究者、佛教研究者，帝國學士院成員之一。

## 生平
生於愛知縣寶飯郡御津町，12歲時在曹洞宗東漸寺中出家。後進入東京帝國大學印度哲學系，師從高楠順次郎，其同期同學有木村泰賢等人。畢業後曾在曹洞宗第一中學，曹洞宗大學（今駒澤大學）擔任講師。
1913年，至德國蒂宾根大学留學，隨後又至英國牛津大學。回國後，1923年起擔任東北帝國大學教授，1930年到東京帝國大學擔任教授，1943年退休。
1945年獲選為帝國學士院會員，之後在慶應義塾大學、早稻田大學、學習院大學及名古屋大學擔任客座講師。

## 弟子
弟子有中村元等人。